# Wahlbezirk Böhmen 121
Der Wahlbezirk Böhmen 121 war ein Wahlkreis für die Wahlen zum Abgeordnetenhaus im österreichischen Kronland Böhmen. Der Wahlbezirk wurde 1907 mit der Einführung der Reichsratswahlordnung geschaffen und bestand bis zum Zusammenbruch der Habsburgermonarchie.

## Geschichte
Nachdem der Reichsrat im Herbst 1906 das allgemeine, gleiche, geheime und direkte Männerwahlrecht beschlossen hatte, wurde mit 26. Jänner 1907 die große Wahlrechtsreform durch Sanktionierung von Kaiser Franz Joseph I. gültig. Mit der neuen Reichsratswahlordnung schuf man insgesamt 516 Wahlbezirke mit je einem zu wählenden Abgeordneten, der durch Direktwahl mit allfälliger Stichwahl bestimmt wurde. Der Wahlkreis Böhmen 121 umfasste die Gerichtsbezirke Plan, Tachau und Jechnitz ohne die Städte Plan und Tachau (beide Wahlbezirk 92). Aus der Reichsratswahl 1907 ging der Deutsche Agrarier Leopold Kolowrat-Krakowsky aus der Stichwahl als Sieger hervor, der jedoch bereits 1910 verstarb. In der daraufhin durchgeführten Reichsratsersatzwahl konnte sich sein Parteikollege Josef Mayer durchsetzen, der das Mandat auch bei der Reichsratswahl 1911 verteidigen konnte.

## Wahlergebnisse

### Reichsratswahl 1907
Die Reichsratswahl 1907 wurde am 14. Mai 1907 (erster Wahlgang) sowie am 23. Mai 1907 (Stichwahl) durchgeführt.

#### Erster Wahlgang
| Kandidat                                                                      | Partei                             | Wahlkreis- stimmen | Stimmanteil |
| ----------------------------------------------------------------------------- | ---------------------------------- | ------------------ | ----------- |
| Leopold Kolowrat-Krakowsky                                                    | Deutsche Agrarpartei               | 3550               | 41,0 %      |
| Franz Walters                                                                 | Christlichsoziale Partei           | 2754               | 31,8 %      |
| Wenzel Hauck                                                                  | Alldeutsche Vereinigung            | 1280               | 14,8 %      |
| Josef Suchanek                                                                | Sozialdemokratische Arbeiterpartei | 1065               | 12,3 %      |
|                                                                               | Sonstige Parteien                  | 11                 | 0,1 %       |
| Wahlberechtigte: 11.199, Ungültige/Leere Stimmen: 81, Wahlbeteiligung: 77,7 % |                                    |                    |             |

#### Stichwahl
| Kandidat                                                                      | Partei                   | Wahlkreis- stimmen | Stimmanteil |
| ----------------------------------------------------------------------------- | ------------------------ | ------------------ | ----------- |
| Leopold Kolowrat-Krakowsky                                                    | Deutsche Agrarpartei     | 5606               | 64,7 %      |
| Franz Walters                                                                 | Christlichsoziale Partei | 3055               | 35,3 %      |
| Wahlberechtigte: 11.199, Ungültige/Leere Stimmen: 45, Wahlbeteiligung: 77,7 % |                          |                    |             |

### Reichsratsersatzwahl 1910
Nach dem Tod von Leopold Kolowrat-Krakowsky am 19. März 1910 fand am 2. Juni 1910 der erste Wahlgang sowie am 9. Juni 1910 die Stichwahl statt.

#### Erster Wahlgang
| Kandidat                                                                      | Partei                             | Wahlkreis- stimmen | Stimmanteil |
| ----------------------------------------------------------------------------- | ---------------------------------- | ------------------ | ----------- |
| Franz Walters                                                                 | Christlichsoziale Partei           | 2930               | 37,4 %      |
| Josef Mayer                                                                   | Deutsche Agrarpartei               | 2847               | 36,3 %      |
| Karl Schiller                                                                 | Sozialdemokratische Arbeiterpartei | 1955               | 24,9 %      |
| Wenzel Lomnitschka                                                            | Freisozialist                      | 53                 | 0,7 %       |
| Andreas Brenner                                                               | Alldeutsche Vereinigung            | 49                 | 0,6 %       |
|                                                                               | Sonstige Parteien                  | 8                  | 0,1 %       |
| Wahlberechtigte: 11.388, Ungültige/Leere Stimmen: 86, Wahlbeteiligung: 69,6 % |                                    |                    |             |

#### Stichwahl
| Kandidat                                                                     | Partei                   | Wahlkreis- stimmen | Stimmanteil |
| ---------------------------------------------------------------------------- | ------------------------ | ------------------ | ----------- |
| Josef Mayer                                                                  | Deutsche Agrarpartei     | 4392               | 54,8 %      |
| Franz Walters                                                                | Christlichsoziale Partei | 3621               | 45,2 %      |
| Wahlberechtigte: 11.387, Ungültige/Leere Stimmen: 104, Wahlbeteiligung: 71,3 |                          |                    |             |

### Reichsratswahl 1911
Die Reichsratswahl 1911 wurde am 13. Juni 1911 sowie am 20. Juni 1911 (Stichwahl) durchgeführt.

#### Erster Wahlgang
| Kandidat                                                                      | Partei                             | Wahlkreis- stimmen | Stimmanteil |
| ----------------------------------------------------------------------------- | ---------------------------------- | ------------------ | ----------- |
| Josef Mayer                                                                   | Deutsche Agrarpartei               | 2981               | 49,3 %      |
| Karl Schüller [sic!]                                                          | Sozialdemokratische Arbeiterpartei | 2097               | 34,7 %      |
| Franz Heide                                                                   | Christlichsoziale Partei           | 923                | 15,3 %      |
|                                                                               | Alldeutsche Vereinigung            | 29                 | 0,5 %       |
|                                                                               | Sonstige Parteien                  | 13                 | 0,2 %       |
| Wahlberechtigte: 11.428, Ungültige/Leere Stimmen: 61, Wahlbeteiligung: 53,4 % |                                    |                    |             |

#### Stichwahl
| Kandidat                                                                      | Partei                             | Wahlkreis- stimmen | Stimmanteil |
| ----------------------------------------------------------------------------- | ---------------------------------- | ------------------ | ----------- |
| Josef Mayer                                                                   | Deutsche Agrarpartei               | 4124               | 59,5 %      |
| Karl Schüller [sic!]                                                          | Sozialdemokratische Arbeiterpartei | 2809               | 40,5 %      |
| Wahlberechtigte: 11.428, Ungültige/Leere Stimmen: 77, Wahlbeteiligung: 61,3 % |                                    |                    |             |